# شنبلیله (سرده)
شنبلیله (نام علمی: Trigonella) نام یک سرده از زیرخانواده باقالی‌ها است.